# Toekanbaardvogel
De toekanbaardvogel (Semnornis ramphastinus) is een vogel uit de familie Semnornithidae.

## Verspreiding en leefgebied
Deze soort komt voor van westelijk Colombia tot westelijk Ecuador en telt twee ondersoorten:
- S. r. caucae: zuidwestelijk Colombia.
- S. r. ramphastinus: noordwestelijk en het westelijke deel van Centraal-Ecuador.

## Status
De grootte van de populatie is niet gekwantificeerd maar de soort wordt omschreven als niet algemeen voorkomend. Aangenomen wordt dat het aantal snel achteruit gaat door habitatverlies en illegale jacht. Daarom heeft deze soort op de Rode lijst van de IUCN de status gevoelig.